# ليون غلوفاكي
ليون غلوفاكي (بالفرنسية: Léon Glovacki)‏ (مواليد 19 فبراير 1928) هو لاعب كرة قدم. يلعب مع منتخب فرنسا لكرة القدم. سبق له أن لعب في كأس العالم لكرة القدم مع منتخب بلاده.

## روابط خارجية
- ليون غلوفاكي على موقع قاعدة بيانات كرة القدم.إي يو (الإنجليزية)
- ليون غلوفاكي على موقع ناشيونال فوتبول تيمز (الإنجليزية)
- ليون غلوفاكي على موقع Soccerway.com (الإنجليزية)
- ليون غلوفاكي على موقع عالم كرة القدم.نت (الإنجليزية)